# Röntgen-Preis
Der Röntgen-Preis an der Justus-Liebig-Universität Gießen wird jährlich für hervorragende Arbeiten zur strahlenphysikalischen, photonischen oder strahlenbiologischen Grundlagenforschung verliehen. Er ist nach Wilhelm Conrad Röntgen benannt, der 1879 bis 1888 Professor in Gießen war. Der Preis ist mit 15.000 Euro dotiert (bis 2012: 10.000 Euro). In erster Linie sollen dabei Arbeiten von Nachwuchswissenschaftlern ausgezeichnet werden. Gestiftet wird er von der Pfeiffer Vacuum GmbH und der Ludwig-Schunk-Stiftung.
Er sollte nicht mit anderen Preisen ähnlichen Namens verwechselt werden, zum Beispiel mit
- dem Wilhelm-Conrad-Röntgen-Preis der Deutschen Röntgengesellschaft (DRG), dotiert mit 10.000 Euro, mit dem die DRG eigene Mitglieder (und Angehörige assoziierter ausländischer Gesellschaften) auszeichnet für „hervorragende wissenschaftliche Arbeit, die dem Fortschritt der Radiologie dient“[1] oder
- dem Röntgenpreis der Universität Würzburg (dotiert mit 5.000 Euro), der dort jährlich universitätsintern an junge Wissenschaftler vergeben wird, die herausragende Leistungen vorzuweisen haben[2].

## Preisträger
- 1960 John Bertram Adams (CERN, Genf), als CERN-Direktor verantwortlich für das Protonen-Synchrotron
- 1961 Rudolf Mößbauer (Technische Universität München) für die Entdeckung des Mößbauer-Effekts
- 1962 Günther Clausnitzer, Erzeugung von Strahlen spinpolarisierter Protonen
- 1963 Theo Mayer-Kuckuk (Heidelberg)
- 1964 Ulrich Hagen (Karlsruhe), Robert Koch (Freiburg) für Strahlenbiologie
- 1965 Gianfranco Bologna, Uwe Timm, Gerhard Lutz vom DESY für Erzeugung kohärenter hochgradig polarisierter Photonen im GeV-Bereich
- 1967 Otto Schult (München), Gammastrahlen-Absorption in Kernen
- 1968 bis 1970
 Gerhard Backenstoss (Universität Karlsruhe und CERN, Genf) für ausgezeichnete Arbeiten über Antiproton- und Sigma-Atome, insbesondere ihre Röntgenemission;
Till Kirsten (Max-Planck-Institut für Kernphysik, Heidelberg) für die Entdeckung des doppelten Betazerfalls der Atomkerne Se-82 und Te-130 sowie die Bestimmung der Halbwertszeiten beider Zerfälle;
Ernst Stuhlinger (NASA) für Pionierarbeiten in der Raumfahrt
- 1975 Berndt Mueller (Johann Wolfgang Goethe-Universität Frankfurt am Main), Paul H. Mokler (GSI, Darmstadt), Frans W. Saris (FOM Institut für Atom- und Molekülphysik, Amsterdam)
- 1976 Bernhard Ziegler (Universität Mainz), Photonenstreuung an Kernen
- 1977 Wolfgang Junge, Roland Reich, Bernd Rumberg (Berlin) für Arbeiten zur Photosynthese
- 1978 Jürgen Andrä (Freie Universität Berlin), Untersuchung der Elektronenhülle von Atomen und Ionen nach Folienanregung
- 1979 Claus Rolfs (Universität Münster), Astrophysikalische Anwendungen der Kernphysik durch Messung von Kernreaktionen bei kleinen Energien
- 1980 Hartmut Backe (Technische Hochschule Darmstadt), Positronenemission nach Stoß von Urankernen mit hoher Geschwindigkeit
- 1981 Wolfram Bode (Max-Planck-Institut für Biochemie, Martinsried), Röntgenstrukturanalyse, Wirkmechanismus des Kallikrein-Komplexes
- 1982 Thomas Walcher (Max-Planck-Institut für Kernphysik, Heidelberg, und CERN, Genf), Entdeckung der Quadrupolriesenresonanz in Kernen
- 1983 Gottfried Münzenberg (GSI, Darmstadt), SHIP Spektrometer und Entdeckung der Kerne mit Z= 107 und 109
- 1984 Renata Patricia Virsik-Peukert (Universität Göttingen), strahleninduzierte Chromosomenaberrationen in menschlichen Lymphozyten
- 1985 Klaus Rith (Albert-Ludwigs-Universität Freiburg), EMC-Effekt
- 1986 Wolfgang Ertmer (Universität Bonn), Abbremsung von Atomstrahlen mit Lasern
- 1987 Reinhold Schuch (Max-Planck-Institut für Kernphysik, Heidelberg, sowie Oak Ridge National Laboratory, USA), Untersuchung der Atomhülle an abgebremsten hochgeladenen schweren Ionen
- 1988 Walter Graeff (DESY, Hamburg) für hervorragende Beiträge zur Verwendung der Synchrotronstrahlung zur Darstellung der Herzkranzgefäße (Koronarangiographie) mit der Dichromographie
- 1989 Joachim Reinhardt (GSI, Darmstadt), Gerhard Soff (Johann Wolfgang Goethe-Universität Frankfurt am Main), theoretische Schwerionen-Atomphysik
- 1990 Hans Gerhard Börner (Institut Laue-Langevin, Grenoble), hochauflösende Gammastrahl-Spektroskopie mit Doppelkristall-Spektrometern
- 1991 Werner Heil (Universität Mainz), Paritätsverletzung der elektroschwachen Wechselwirkung
- 1992 Roland Wink (Max-Planck-Institut für Kernphysik, Heidelberg) für wesentliche Beiträge zum Erfolg des Gallex-Experiments, dem ersten Nachweis der Neutrinoproduktion bei der Wasserstoff-Fusion in der Sonne
- 1993 Ralph Bilger (Universität Tübingen), Streu-Reaktionen von Pionen an Kernen
- 1994 Arne Kallenbach (Max-Planck-Institut für Plasmaphysik, Garching), Plasmadiagnostik
- 1995 Thomas Stöhlker (GSI, Darmstadt) für Röntgenspektroskopie an sehr schweren, hochgeladenen Ionen
- 1996 Friedrich Aumayr (Technische Universität Wien) für herausragende Beiträge zur ioneninduzierten Elektronenemission und zur Entwicklung von Röntgenlasern
- 1997 Andreas Tünnermann (Laser Zentrum Hannover) für die Konzeptionierung und Untersuchung neuartiger Laserstrahlquellen sowie applikationsorientierte Entwicklung von laseroptischen Messverfahren
- 1998 Rodrigo Supper (Max-Planck-Institut für extraterrestrische Physik, Garching) für herausragende Beiträge zur Röntgenastronomie
- 1999 Manfred Scholz (GSI Darmstadt, Heidelberg) für herausragende Beiträge auf dem Gebiet der strahlen-biologischen Grundlagenforschung
- 2000 Klaus Sengstock (Universität Hannover), lineare und nichtlineare Atomoptik
- 2001 Stefan Steinbacher (Max-Planck-Institut für Biochemie, Martinsried) für Strukturaufklärung von Biomolekülen mit der Röntgen-Kristallographie
- 2002 Ulrich Schramm (Ludwig-Maximilians-Universität München) für herausragenden Beiträge zur Erzeugung kristalliner Ionenstrahlen in Speicherringen
- 2003 Hermann Dürr (BESSY, Berlin) für herausragenden Beiträge zur mikroskopischen Charakterisierung von dünnen magnetischen Schichten unter Anwendung zirkular polarisierter Röntgenstrahlung
- 2004 Simone Techert (Max-Planck-Institut für biophysikalische Chemie, Göttingen) für Ultrakurzdynamik in organischen Festkörpern mit zeitaufgelöster Röntgenstrahlung
- 2005 Thorsten Weber (Johann Wolfgang Goethe-Universität Frankfurt am Main) für bahnbrechende Beiträge zur Aufklärung der Vielteilchendynamik in fundamentalen atomaren und molekularen Systemen.
- 2006 Thomas Udem (Max-Planck-Institut für Quantenoptik, Garching) für bahnbrechende Arbeiten zur Realisierung optischer Frequenzkammtechniken mit Hilfe von Femtosekundenlasern
- 2007 Michael Köhl (University of Cambridge, Vereinigtes Königreich) für seine herausragenden innovative Beiträge auf dem Gebiet der kalten Quantengase
- 2008 Birgit Kanngießer (Technische Universität Berlin) in Anerkennung Ihrer Entwicklung einer neuen Methode zur Anwendung von Röntgenstrahlen in der Mikrostrukturanalytik
- 2009 Till Nikolaij Jahnke (Johann Wolfgang Goethe-Universität Frankfurt am Main) für die Erforschung des Interatomic Coulomb Decay (ICD)
- 2010 Christian David (Paul Scherrer Institut, Villigen) und Franz Pfeiffer (Technische Universität München, Garching) für die Methode des Phasenkontraströntgens unter Verwendung herkömmlicher Röntgenröhren
- 2011 Matthias Kling (Max-Planck-Institut für Quantenoptik, Garching) für bahnbrechende Arbeiten auf dem Gebiet der Attosekunden Nano-Mikroskopie
- 2012 Christoph Bostedt (Stanford Linear Accelerator Center und Stanford University, USA) für herausragende Tätigkeit an den Freie-Elektronen-Lasern
- 2013 Tetyana Galatyuk (Technische Universität Darmstadt) für die Lösung des „DLS-Puzzle“ Dabei handelt es sich um eine Diskrepanz zwischen theoretischer Vorhersage und Experiment bei der Dileptonproduktion in Kern-Kern-Stößen (Schwerionenstößen), benannt nach der DLS (Dilepton Spectrometer) Kollaboration in Berkeley, die die Messungen ausführte.
- 2014 Jörg Evers (Max-Planck-Institut für Kernphysik) „in Anerkennung seiner Entwicklung und Verifizierung eines grundlegenden neuen quantenoptischen Ansatzes für die Beschreibung von Röntgenstreuung an Atomkernen in nanoskopischen Systemen.“
- 2015 Eleftherios Goulielmakis (Max-Planck-Institut für Quantenoptik) für seine „herausragenden Beiträge auf dem Gebiet der Attosekundenphysik und -technologie mit weichen Röntgenstrahlen.“
- 2016 Markus Schöffler (Goethe-Universität Frankfurt) „für die Untersuchung der Wechselwirkung von Röntgenstrahlung mit Atomen und Molekülen.“
- 2017 Daniela Münzel (Klinikum rechts der Isar) „für herausragende Beiträge auf dem Gebiet der klinischen Röntgendiagnostik“
- 2018 Lars von der Wense (Ludwig-Maximilians-Universität München) „für hervorragende Arbeiten zur strahlenphysikalischen und strahlenbiologischen Grundlagenforschung“
- 2019 Adriana Pálffy-Buß (Max-Planck-Institut für Kernphysik) „für ihre herausragenden Beiträge auf dem Gebiet der theoretischen Atom- und Kernphysik, insbesondere für die Entwicklung eines neuen Kontrollmechanismus von Röntgenquanten“
- 2020 Jan Rothhardt (Helmholtz-Institut Jena) „in Anerkennung seiner herausragenden Beiträge auf dem Gebiet der Lasertechnologie, insbesondere für die Entwicklung und Anwendung von Laserquellen für extrem ultraviolette (XUV) Strahlung und weiche Röntgenstrahlung“
- 2021 Dasha Elena Nelidova (Institut für Molekulare und Klinische Ophthalmologie Basel) „für die Entwicklung einer neuartigen Behandlungsmethode der altersbedingten Makuladegeneration“
- 2022 Victoria Grinberg (Europäische Weltraumorganisation) „für ihre exzellenten Arbeiten zu Röntgendoppelsternen und dem Phänomen der Materienübertragung durch energiereiche Sternenwinde von einem Stern zum anderen“
- 2023 Roy Shiloh (Friedrich-Alexander-Universität Erlangen-Nürnberg und Hebräische Universität Jerusalem) in Anerkennung seiner herausragenden Untersuchungen zum Thema nanophotonische Elektronenbeschleunigung
- 2024 Johann Matschke (Universitätsklinikum Essen) „für die Erforschung der Strahlenresistenz von Krebszellen“[3]